# Colegio San Buenaventura
El Colegio San Buenaventura, anterior Seminario de Naturales, es un colegio particular subvencionado de la ciudad de Chillán, perteneciente a la Orden Franciscana. Actualmente es administrado por la Congregación de Hermanas Franciscanas Penitentes Recolectinas de la Inmaculada Concepción de María, impartiendo la modalidad de educación general básica y de educación media científico-humanista.
Fundado en la colonia durante el reinado de Carlos III, se convierte al San Buenaventura en el colegio más antiguo de Chile, donde cursó sus estudios el padre de la patria, Bernardo O’Higgins. Su actual nombre es en honor al filósofo Buenaventura, primer maestro de la Orden Franciscana Menor.

## Historia

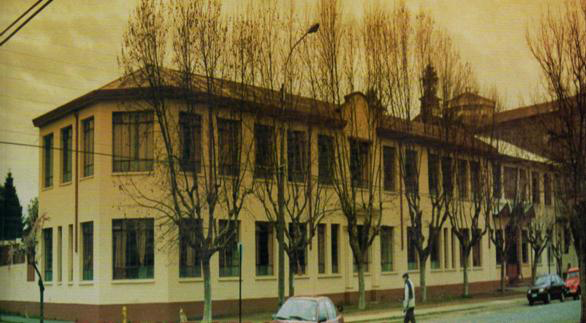
Vista del establecimiento en 1999

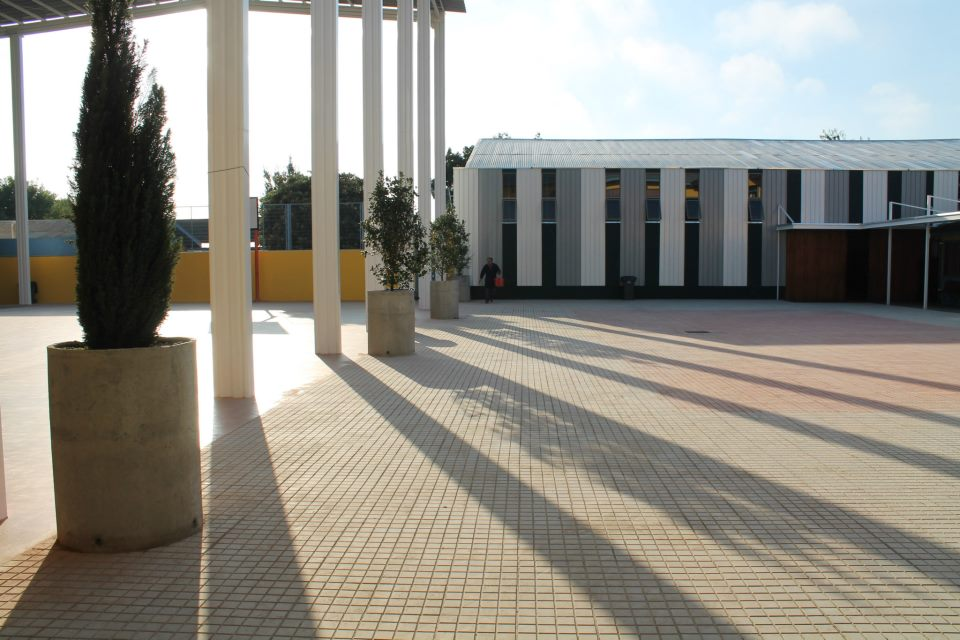
Patio y exterior de gimnasio

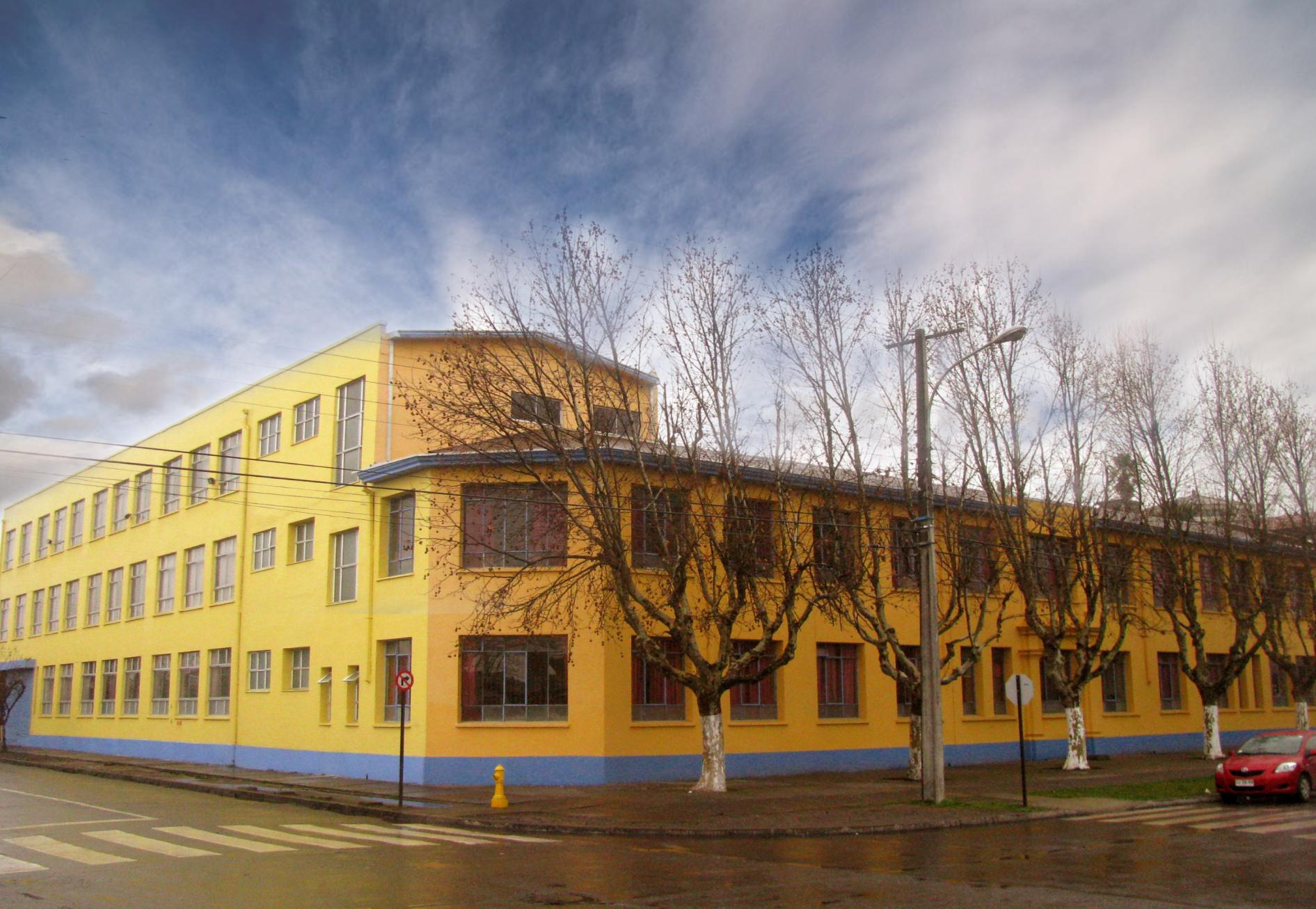
Frontis actual del colegio

El primer establecimiento educacional con que contó la ciudad de Chillán fue el “Real Seminario de Nobles Araucanos”, más conocido como “Colegio de Naturales”, fundado en el año 1700. Conducido por Jesuitas, estaba dirigido a los hijos de caciques araucanos con el objetivo de pacificarlos y evangelizarlos. Este cierra sus puertas en 1723 por el levantamiento de los indios. Fue reabierto en Santiago en el año 1775, funcionando hasta 1786 bajo sacerdotes seculares. Es traído nuevamente a Chillán en 1786 a cargo, definitivamente, de la Orden Franciscana con el nombre de “Seminario de Naturales”. Aquí fue matriculado Bernardo O’Higgins en 1788 durante casi 4 años. El gobernador de Chile, Don Ambrosio O’Higgins, dio su apoyo al colegio, estableciendo un reglamento para su funcionamiento. Con ello se sientan las bases del actual Colegio San Buenaventura.
En 1817 los Franciscanos, al igual que los hijos de los caciques, apoyaban la causa del rey, por lo que abandonaron sus establecimientos por esta adhesión y por el temor a ser perseguidos y castigados por los emancipadores triunfantes después la Batalla de Chacabuco. Vuelven a Chillán en 1831 y en 1832, el presidente de la República, General José Joaquín Prieto, decretó el restablecimiento del colegio.
En 1945, gracias al revdo. Padre Manuel Jesús Muñoz, O.F.M., sacerdote de la orden de Chillán, los franciscanos abren el actual Colegio San Buenaventura, bajo la dirección del sacerdote Idelfonso Garrido, O.F.M. Por decreto N.º 7231 del 31 de junio de 1946 el Ministerio de Educación pública lo reconoció oficialmente.
Por Decreto N°2.990 del Ministerio de Educación, el 13 de mayo de 1953, se le reconoció la condición de Cooperador de la Función Educativa del Estado como Escuela Particular N°9 San Buenaventura. En el último período del establecimiento (1945 al 2000), principalmente dos actividades lo han identificado: en 1946 se formó el Batallón Infantil Bernardo O’Higgins Riquelme que, compuesto por una banda de guerra dirigido por su comandante apoderado Germán Melo, sirvió, por aproximadamente 40 años en desfiles y actos oficiales a la comunidad de la Región de Ñuble; y el Conjunto de Flautas Dulces que se inició en marzo de 1975, que dio prestigio al colegio nacionalmente.
Hasta 1973 se impartió educación básica hasta 6° año, completándose el ciclo básico en 1977. En 1982 se incorporó el primer curso de educación media científico-humanista con una matrícula de 27 alumnos. Estos egresan del colegio en 1985, siendo 16 mujeres y 12 hombres los primeros licenciados de esta modalidad.
En 1995 se inició un proyecto de remodelación, construcción de salas y oficinas administrativas, continuando con a construcción de un laboratorio y multitaller en 1998, además de 3 nuevas salas, y un gimnasio en 1999. En noviembre de 2002 se incorporaron 13 nuevas salas, haciendo posible la integración del colegio a la jornada escolar completa. Finalmente, en los años 2012-2013 se realiza la construcción del patio techado y cambio de piso, en conjunto con la reparación del gimnasio, su piso, y la multicancha exterior.

## Himno
Letra: Padre Manuel Jesús Muñoz
| I Oh seráfico sol ilumina con torrentes de célica luz nuestras almas y al triunfo encamina al que heroico defiende la cruz. II Es tu ciencias destello divino, es sonrisa de Dios tu virtud y señalan al hombre en camino que conduce a la eterna salud. | III En tinieblas la mísera tierra cruel pretende Satán envolver, al luchar por la luz en la guerra a tu sombra sabremos vencer. IV Y el triunfo al batir de las palmas de la ciencia al divino fulgor, a Jesús alzarán nuestras almas dulces himnos de gloria de amor. |

## Directores del Colegio San Buenaventura
- Padre Idelfonso Garrido, O.F.M. (1945-1955)
- Padre Mario B. Ibáñez, O.F.M. (1956-1959)
- Padre Francisco Garcés, O.F.M. (1960)
- Padre Idelfonso Garrido, O.F.M. (1961-1966)
- Padre Angel Torres,O.F.M. (1967-1968)
- Padre Rafael Garay, O.F.M. (1969)
- Padre Domingo Cano, O.F.M. (1970)
- Jaime Toro Rivera (1971)
- Padre Baldomero Jara Hernández, O.F.M. (1972-1992)
- Verónica Crisóstomo Lazo (1993)
- Edmundo Orellana Del Canto (1994-2000)
- María Elena González
- Orlando Rodríguez Brunet
- Manuel Betancourtt Jara
- José Montero
- Roxana Suazo Ayala
- Hugo Flores Oyarzún